# Breccie

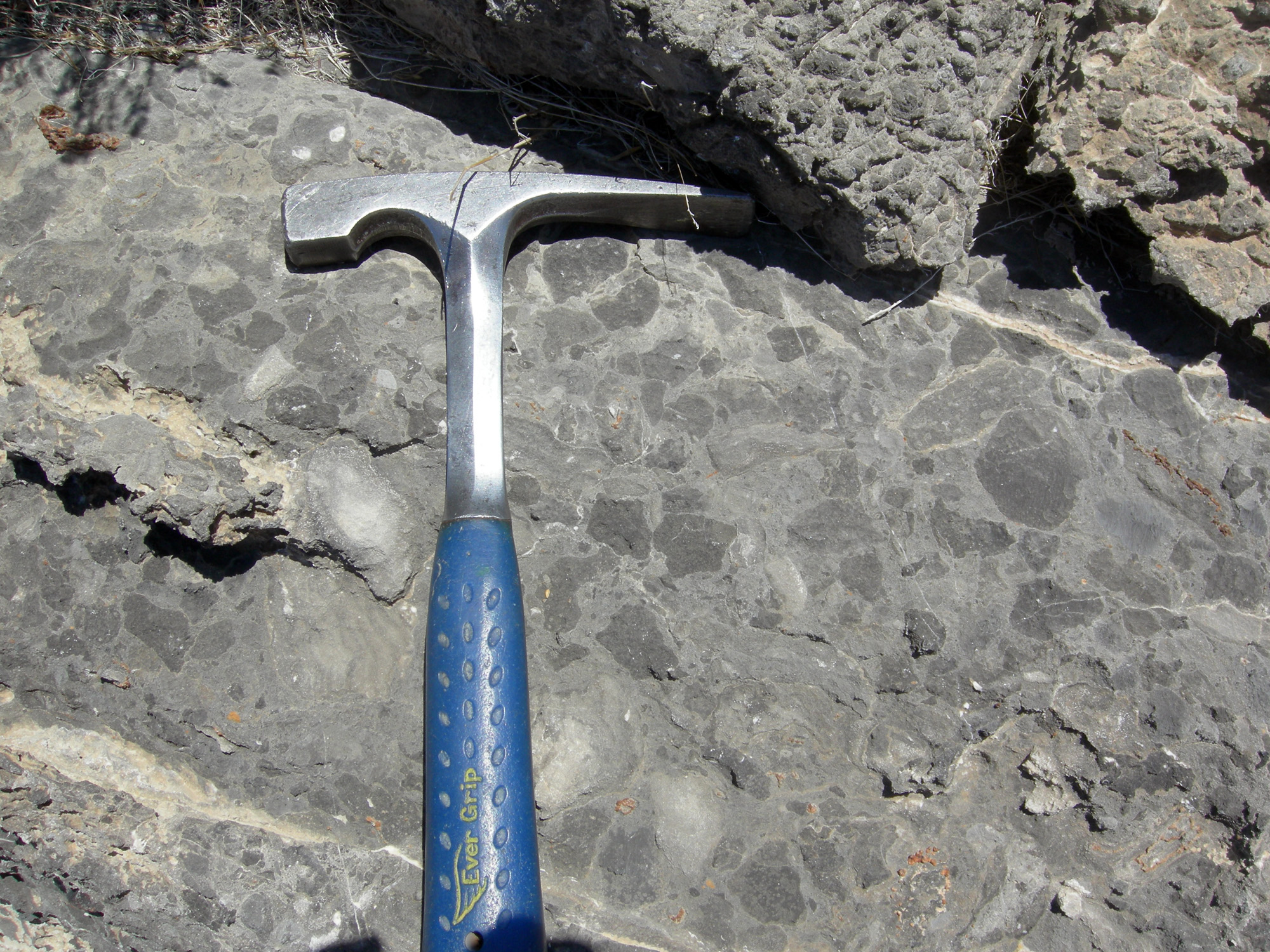
Inslagbreccie bij Hancock Summit, Pahranagat Range, Nevada, V.S.. Deze breccie werd gevormd door een meteorietinslag tijdens het Frasnien (Laat-Devoon).

Breccie (van Italiaans: breccia; in het Engels: breccia) is een gesteente opgebouwd uit onregelmatige brokstukken van ouder gesteente. Het is een klastisch gesteente dat bestaat uit hoekige klasten in een gecementeerde matrix of gestolde grondmassa. De matrix/grondmassa kan bestaan uit dezelfde lithologie als de klasten maar dit hoeft niet het geval te zijn.
Als een klastisch gesteente ronde korrels heeft noemt men dit een conglomeraat. Korrels kunnen alleen afgerond worden als ze vervoerd worden (door stromend water). Bij een breccie is dit niet met de korrels gebeurd wat betekent dat het brongesteente zich of dichtbij bevond, of dat de klasten vrijwel niet verplaatst zijn en het gesteente verbrokkeld is. De verbrokkeling van gesteenten kan uiteenlopende oorzaken hebben.

## Soorten breccie
Breccies kunnen worden ingedeeld op de lithologie van klasten en matrix, het geologische voorkomen van de breccie of de korrelgrootte, bron en sortering van de klasten.
Wanneer de breccie gevormd is doordat een gesteente werd geïntrudeerd door met water verzadigd verbrokkeld materiaal, kunnen de klasten enigszins afgerond zijn. Als de breccie discordant is met de bedding in het gesteente wordt de structuur een sedimentaire of klastische dike genoemd. De afronding van klasten in zulke intrusieve breccies wordt veroorzaakt door de schurende werking van het matrixmateriaal op de klasten tijdens het transport. De hoeken van de klasten worden daarbij enigszins afgerond, een proces dat milling wordt genoemd.
Autobrecciatie is het proces waarbij een gesteente tijdens de vorming een continu proces onderging van verbrokkeling en cementatie, waardoor het verbrokkelde klasten van zichzelf bevat.

### Sedimentaire breccie
Sedimentaire breccie is een klastisch sedimentair gesteente dat uit angular tot subangular klasten bestaat. Sedimentaire breccies kunnen in water worden gevormd door lawines of modderstromen, zowel in de diepzee of op land. In modderstromen op zee kan een sedimentaire breccie overgaan in een minder hoog energetische turbidiet.
Een tweede manier waarop sedimentaire breccies kunnen vormen is als een helling instabiel wordt en er massabeweging, bijvoorbeeld in de vorm van aardverschuivingen, plaatsvindt. Onderaan de helling, waar het materiaal tot stilstand komt, vormt een puinwaaier. Het materiaal in de puinwaaier wordt colluvium genoemd, het bestaat uit hoekige brokstukken omdat het materiaal niet ver getransporteerd is. Dit type breccie is typisch voor plekken waar door tektonische activiteit nieuwe hellingen gecreëerd worden, zoals in en aan de rand van gebergten en in horst en slenk-systemen. Andere plekken waar sedimentaire breccies kunnen vormen zijn instortende grotten, zoals bij karstvorming kan voorkomen.

### Tektonische breccie
Langs breukzones in de aardkorst kan door de wrijving het gesteente verbrokkelen. Door cementatie kan het gesteente daarna weer samenkitten. Deze soort breccies wordt breukbreccie (fault breccia) of tektonische breccie (tectonic breccia) genoemd.

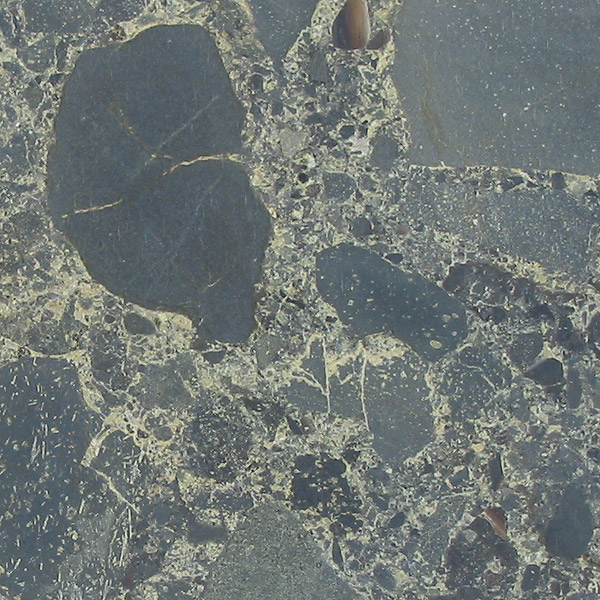
Basaltbreccie waarin de grondmassa uit onder andere (groene) epidoot bestaat.

### Vulkanische en intrusieve breccie
Zowel bij vulkanisme aan het aardoppervlak als magmatisme binnenin de Aarde kunnen breccies ontstaan.
Vulkanische breccie ontstaat door het opbreken van gesteente bij een vulkaanuitbarsting. Daarbij worden stukken van het omringende gesteente opgenomen en meegevoerd, zowel stukken van de wall rock langs de vulkanische pijp als door de pyroclastische surge meegevoerd materiaal.
Bij viskeuze lava, zoals lava's van ryolitische en dacitische samenstelling, kunnen breccies gevormd worden omdat de stroom zo langzaam is dat een deel van de lava stolt, verbrokkelt en de brokstukken vermengen met het nog vloeibare deel van de lava. In deze breccies is de samenstelling van de klasten en de grondmassa gelijk. Een lavastroom kan ook gesteentefragmenten opnemen van de ondergrond en die meevoeren, zo kan een vulkanische breccie gevormd worden waarbij de klasten een andere samenstelling hebben dan de grondmassa.
Bij explosief vulkanisme kan de magma in de vulkanische pijp keer op keer stollen, opbreken en vermengen met vloeibare magma. Dit is typische voor het type vulkanisme bij caldera's.
Op grotere diepte, zoals in porfirische intrusies, dikes en vulkanische pijpen komen intrusieve breccies voor, vergelijkbaar met de hoger gelegen vulkanische varianten. Dieptegesteente kan verbreccied raken door het mengen van magma, vooral wanneer hete jonge magma intrudeert in gedeeltelijk gestolde oudere magma. Grote granietlichamen kunnen bijvoorbeeld doorkruist zijn door een aplitisch stockwork. Als de jongere magma een relatief groot volume heeft kan het gesteente een sterk verbrecciede structuur krijgen.

### Inslagbreccie
Bij een grote inslag van een meteoriet kan ook een breccie gevormd worden, dit type breccie wordt inslagbreccie (impact breccia) genoemd en wordt gevonden bij inslagkraters. Inslagbreccies kunnen in de vloer van de krater, in de kraterwand of als ejecta buiten de krater voorkomen. Ze zijn vaak alleen van vulkanische breccies te onderscheiden door de locatie waar ze gevonden worden.

### Hydrothermale breccie
Hydrothermale breccie is breccie gevormd door hydrofractie, het opbreken van een gesteente door overdruk in (hydrothermaal) poriënwater.
Dit type breccie komt vaak voor in gesteenten die bloot hebben gestaan aan metasomatisme zoals in epithermale ertsafzettingen. Dit type ertsafzetting ontstaat als heet, in ertsen onderverzadigd grondwater vanaf een magmatische intrusie opstijgt. Bij het naar boven stijgen neemt de druk af waardoor het de vluchtige bestanddelen als water en kooldioxide beginnen te koken. Daardoor stijgt de concentratie van ertsen in de vloeistof tot deze verzadigd raakt en de ertsen neerslaan.

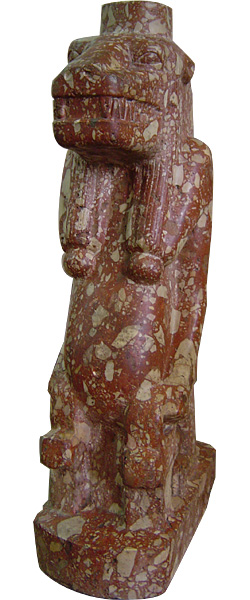
Beeldje uit breccie van de Egyptische godin Toëris, British Museum.

## Toepassingen
Breccie is door de eeuwen heen gebruikt in de beeldhouwkunst en architectuur. De Oude Egyptenaren gebruikten het soms; de Romeinen zagen het als een kostbare steen die gebruikt werd in de gevels van belangrijke publieke gebouwen. Vooral verbrecciede marmer was geliefd. Het Pantheon in Rome heeft twee zuilen van pavonazzetto, een breccie uit Phrygia (tegenwoordig in Turkije).